# Don't Say No (álbum)
Don't Say No es el segundo álbum de estudio del músico estadounidense Billy Squier, publicado el 13 de abril de 1981 por Capitol Records. La producción estuvo a cargo del propio Squier junto al productor alemán Reinhold Mack. Las sesiones de grabación se llevaron a cabo en The Power Station (Nueva York) y Musicland Studios (Múnich).
El álbum se convirtió en el más exitoso de la carrera de Squier. Alcanzó el puesto número 5 en la lista estadounidense Billboard 200 y permaneció más de dos años en dicha clasificación. Fue certificado triple platino por la RIAA tras superar los tres millones de copias vendidas en Estados Unidos.
Se lanzaron cuatro sencillos del álbum: «The Stroke», «In the Dark», «My Kinda Lover» y «Lonely Is the Night». «The Stroke» alcanzó el puesto 17 en el Billboard Hot 100 y el puesto 3 en la lista Mainstream Rock. Estos sencillos obtuvieron una alta rotación en la naciente cadena MTV, lo que amplió considerablemente la visibilidad del álbum durante 1981 y 1982.

## Lista de canciones
1. "In the Dark" – 4:08
2. "The Stroke" – 3:37
3. "My Kinda Lover" – 3:33
4. "You Know What I Like" – 2:56
5. "Too Daze Gone" – 4:33
6. "Lonely Is the Night" – 4:38
7. "Whadda You Want from Me" – 3:44
8. "Nobody Knows" – 4:19
9. "I Need You" – 3:52
10. "Don't Say No" – 3:20

## Personal
- Billy Squier – voz principal, guitarras, piano, percusión, producción
- Bobby Chouinard – batería
- Mark Clarke – bajo, coros
- Alan St. Jon – teclados, sintetizadores, coros
- Cary Sharaf – guitarra rítmica
- Reinhold Mack – producción, ingeniería
- Garry Rindfuss – asistente de ingeniería